# Leandra rotundifolia
Leandra rotundifolia är en tvåhjärtbladig växtart som beskrevs av James Francis Macbride. Leandra rotundifolia ingår i släktet Leandra och familjen Melastomataceae. Inga underarter finns listade i Catalogue of Life.